# Pravedna trgovina
Pravedna trgovina ili Fair trade je naziv za oblik nadzirane trgovine pri kojoj su cijene za proizvode koje se plaćaju proizvođačima obično više od cijena na svjetskom tržištu. Na taj način se proizvođačima želi omogućiti veći i pouzdaniji prihod u odnosu na konvencionalnu trgovinu. Pokret zagovara plaćanja "fer cijena" za proizvode, kao i poštovanje socijalnih i ekoloških standarda u proizvodnji.
Fair Trade pokret usmjeren je uglavnom na proizvode iz zemalja u razvoju koje se izvoze u razvijene zemlje. 
Fer trgovina obuhvaća poljoprivredne proizvode, kao i proizvode tradicijonalnih obrta i industrije. Brzo se širi i u nova područja, kao što je turizam. 
Najčešći proizvodi uključuju rukotvorine, kavu, kakao, šećer, čaj, banane, med, pamuk, vino, svježe voće, čokoladu i cvijeće.
Proizvodi se prodaju u trgovinama zdrave hrane, fair trade trgovinama, supermarketima i restoranima.
Prema izjavi organizacije Fairtrade Labelling Organizations International preko 1,4 milijuna zemljoradnika imaju korist od fer trgovine.
Dugoročni cilj je pomoći proizvođačima i zemljoradnicima za postizanje veće gospodarske samodostatnosti i stabilnosti. Ostali ciljevi i promoviranje pravednijeg proizvodnog sustava i svjetske trgovine. 

## Glavni ciljevi "Fair Trade"
- Poboljšati životne uvjete i položaj proizvođača kod pristupa tržištu, jačanje proizvođačkih organizacija, pružajući fer cijene za proizvode i osigurati kontinuitet poslovnih odnosa.
- Poboljšati životne uvjete za ugrožene proizvođače, posebice žene i starosjedilačko stanovništvo i zaštitu djece od izrabljivanja kod proizvodnje.
- Podizanje svijesti potrošača o negativnim učincima međunarodne trgovine na proizvođače
- Poslovno partnerstvo kroz uzajamni dijalog, poštovanje i transparentnost.
- Zaštite ljudskih prava kroz promicanje socijalne pravde, razvoj, ekološki prihvatljivog ponašanja i ekonomske sigurnosti.

## Vanjske poveznice
- Fair Trade Hrvatska  Arhivirana inačica izvorne stranice od 17. svibnja 2019. (Wayback Machine)
- Članak na webstranici dadalos  Arhivirana inačica izvorne stranice od 9. svibnja 2010. (Wayback Machine)